# Clossiana ammiralis
Clossiana ammiralis är en fjärilsart som beskrevs av Arthur Francis Hemming 1933. Clossiana ammiralis ingår i släktet Clossiana och familjen praktfjärilar. Inga underarter finns listade i Catalogue of Life.